# Veľké Blahovo

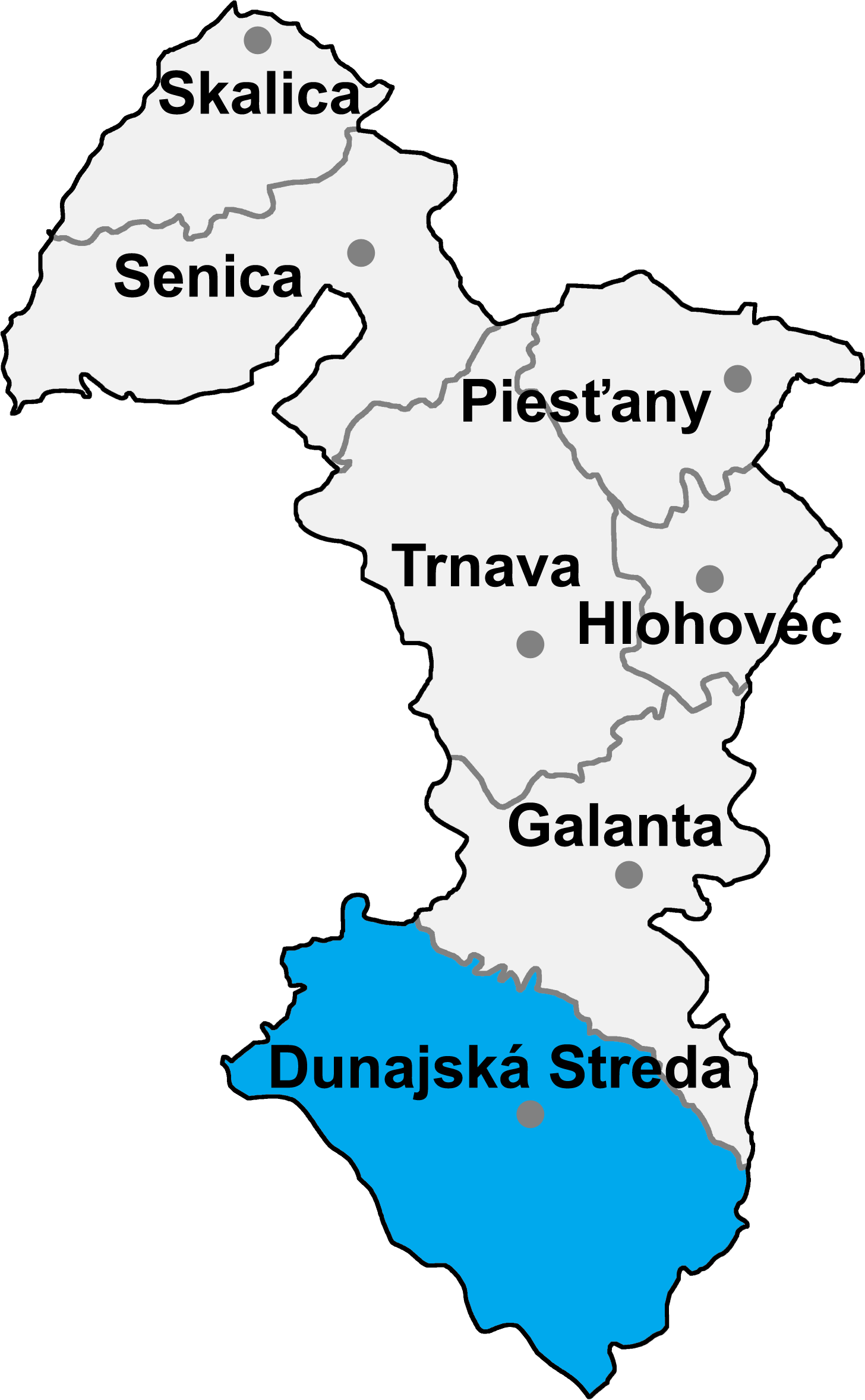
Localização de Dunajská Streda (distrito) na Trnava (região)

O Distrito eslovaco de Veľké Blahovo  é um dos sessenta e quatro municípios que formam a Distrito de Dunajská Streda, situada em Região de Trnava, Eslováquia.

## Demografia
| Ano:        | 1994 | 2004   | 2014    | 2024   |
| ----------- | ---- | ------ | ------- | ------ |
| Broj ljudi: | 1200 | 1318   | 1533    | 1579   |
| Razlika:    |      | +9,83% | +16,31% | +3,00% |

| Ano:               | 2023 | 2024   |
| ------------------ | ---- | ------ |
| Número de pessoas: | 1588 | 1579   |
| Diferença:         |      | -0,56% |